# Museo dell'Almoina
Il Museo dell'Almoina della città di Valencia offre la possibilità di ripercorrere più di 2000 anni di storia della città, a partire dalla fondazione della Valentia romana nel 138 a.C., fino all'epoca medioevale (XIV secolo).
L'allestimento del museo è stato progettato dall'architetto José Maria Herrera Garcia. Il complesso museale è stato costruito in corrispondenza dei resti archeologici, venuti alla luce durante gli scavi del 1985-2005; possibile infatti ripercorrere parte dell'originario cardo e decumano massimo e vedere i resti delle colonne del Foro romano ancora in situ. Il museo è parzialmente visibile dall'esterno attraverso un pavimento in vetro ed una vetrata.
Il percorso si divide in settori riferiti alle diverse epoche: l'età repubblicana, imperiale, visigota, islamica e cristiana; la visita è organizzata in ordine cronologico. Della Valentia romana si conservano in situ vari edifici, oltre al Foro, cuore economico, politico e religioso della città, anche le terme, la curia, la basilica, l'horreum, la via Augusta e il santuario di Asclepio. I resti della fase romana della città risalgono fino al 75 a.C., anno in cui Valencia fu distrutta da Pompeo, durante le guerre civili.
Il martirio di san Vincenzo, nel 304 d.C., segna il passaggio dall'età romana alla prima fase cristiana della città. All'interno dell'Almoina sono visibili l'abside della cattedrale visigota e alcune sepolture. Complessivamente i resti archeologici della prima fase cristiana di Valencia sono numericamente inferiori rispetto all'epoca romana.
Successivamente nell'VIII secolo d.C., con la conquista islamica della città, Valencia assume il nome di Balansiya, anche se raggiunge il massimo splendore nell'XI secolo quando si costruì l'Alcazar, la reggia del sovrano, di cui nell'Almoina si conservano i resti della piscina e del cortile.
Nel 1238, con la riconquista cristiana della città ad opera del re Giacomo I, si costruisce per volontà del vescovo Ramon Dupont, l'Almoina vera e propria, un'istituzione benefica a sostegno dei disagiati (il significato del termine Almoina è proprio elemosina.